# الطوطحية (دير الزور)
الطوطحية قرية سورية تتبع ناحية الجلاء في منطقة البوكمال في محافظة دير الزور. بلغ عدد سكانها 2943 نسمة في عام 2004 حسب إحصاء المكتب المركزي للإحصاء.